# 730. grenadirski polk (Wehrmacht)
730. grenadirski polk (izvirno nemško 730. Grenadier-Regiment; kratica 730. GR) je bil pehotni polk Heera v času druge svetovne vojne.

## Zgodovina
Polk je bil ustanovljen 15. oktobra 1942 za potrebe 710. pehotne divizije.